# Parque nacional Garganta Finke
El Parque Nacional Garganta Finke (Finke Gorge National Park) es un parque nacional en el Territorio del Norte (Australia), ubicado a 1318 km al sur de Darwin.
Cubre 46.000 hectáreas incluyendo Palm Valley, donde prosperan diversas especies de plantas, muchas de ellas únicas de esta área.
El parque es de importancia cultural para el pueblo Arrernte originario de Australia. También se encuentra en el área uno de los primeros asentamientos europeos del centro de Australia.
El parque se encuentra a dos horas de camino de Alice Springs. Sin embargjo, el camino sólo es recomendado para vehículos todo terreno, sobre todo en época de lluvias. Es posible contratar desde Alice Springs transporte hacia el parque en cualquier época (exceptuando cuando el río Finke produce inundaciones).